# Komisariat Wewnętrzny Straży Granicznej nr 2 „Łódź”
Komisariat Wewnętrzny Straży Granicznej nr 2 „Łódź” – jednostka organizacyjna Straży Granicznej w okresie międzywojennym.

## Formowanie i zmiany organizacyjne
Rozporządzeniem Prezydenta Rzeczypospolitej Polskiej Ignacego Mościckiego z 22 marca 1928, do ochrony północnej, zachodniej i południowej granicy państwa, a w szczególności do ich ochrony celnej, powoływano z dniem 2 kwietnia 1928 Straż Graniczną.
Rozkazem nr 3 z 14 maja 1929 w sprawie utworzenia Inspektoratu Wewnętrznego komendant Straży Granicznej płk Jan Jur-Gorzechowski utworzył komisariat wewnętrzny Straży Granicznej nr 2 „Łódź”.
Rozkazem nr 7 z 23 października 1931 w sprawach organizacyjnych i etatowych, w związku z zarządzeniem Ministra Skarbu z 22 października 1930 znoszącym Inspektorat Okręgowy Nr VI, komendant Straży Granicznej płk Jan Jur-Gorzechowski zarządził likwidację Inspektoratu Okręgowego nr VI z dniem 3 listopada 1930. Zniósł komisariat „Warszawa”, a powołał Egzekutywę Oddziału II Komendy Straży Granicznej z przydziałem etatowym, ewidencyjnym i gospodarczym do Komendy Straży Granicznej. Komisariaty wewnętrzne zachowały swój terytorialny zakres działania. Komisariat Łódź pod przydzielono względem służbowym bezpośrednio do Komendy Straży Granicznej; etatowo, ewidencyjnie i gospodarczo do Inspektoratu Granicznego Wieluń.
Rozkazem nr 6 z 22 kwietnia 1939 w sprawach zmian organizacyjnych oraz działania Egzekutywy Komendy Głównej Straży Granicznej gen. bryg. Walerian Czuma zreorganizował komisariat wewnętrzny „Łódź”.
Rozkazem tym do komisariatu wewnętrznego „Łódź” przydzielił placówkę II linii „Konin” i „Kalisz”, którą wydzielił z Wielkopolskiego Okręgu SG.
Etat komisariatu: 2 oficer, 28 szeregowych, 1 samochód, 14 kbk, 14 pistoletów. Pod względem służbowym komisariat podlegał kierownikowi Egzekutywy Komendy Głównej Straży Granicznej, pod względem ewidencyjnym i gospodarczym był przydzielony do Wielkopolskiego Okręgu Straży Granicznej.
Rozkazem nr 12 z 14 lipca 1939 w sprawie reorganizacji placówek II linii [...] komendant Straży Granicznej gen. bryg. Walerian Czuma przemianował posterunek wywiadowczy „Radomsko” i „Zduńska Wola” na placówki II linii.

## Służba wywiadowcza
Teren działania w 1939:
- na południowym zachodzie i zachodzie – od styku z terenem Zachodniomałopolskiego Okręgu Straży Granicznej – południowo-zachodnia granica pow. radomskiego – łaskiego i sieradzkiego do rzeki Prosny na wysokości miejscowości Brzeziny – z biegiem rzeki Prosny do jej ujścia do rzeki Warty – włączając miejscowość Kalisz do terenu komisariatu wewnętrznego „Łódź”;
- na północy – od ujścia rzeki Prosny do Warty do miejscowości Słupca pozostaje na terenie komisariatu wewnętrznego Łódź – północna granica powiatu konińskiego i kolskiego;
- na wschód – z terenem Warszawy – wschodnia granica województwa łódzkiego do styku z terenem Komisariatu wewnętrznego Sandomierz – włączając miejscowość Przedbórz i Włoszczowa do terenu komisariatu wewnętrznego „Łódź”.

## Struktura organizacyjna
Organizacja w 1939 (etat):
- komendant komisariatu
- zastępca komendant komisariatu
- personel kancelaryjny
- kartoteka
- zmienna liczba placówek II linii i posterunków

Skład komisariatu w 1939:
- placówka Straży Granicznej II linii „Łódź I” (obejmował miasto Łódź)
- placówka Straży Granicznej II linii „Łódź II” (obejmował dworce, szosy i środki transportowe)
- placówka Straży Granicznej II linii „Konin” (wydzielona z Wielkopolskiego Okręgu Straży Granicznej)
- placówka Straży Granicznej II linii „Kalisz” (wydzielona z Wielkopolskiego Okręgu Straży Granicznej)
- posterunek wywiadowczy „Radomsko”
- posterunek wywiadowczy „Zduńska Wola”.

## Kierownicy komisariatu
| Stopień     | Imię i nazwisko       | Okres pełnienia służby |
| ----------- | --------------------- | ---------------------- |
| podkomisarz | Stanisław Edward Rost | 1 V 1938 – VIII 1939   |
| aspirant    | Józef Kucharzewicz    |                        |